# Галапагоска морска котка
Галапагоската морска котка (Arctocephalus galapagoensis) е вид бозайник от семейство Ушати тюлени (Otariidae). Видът е застрашен от изчезване.

## Разпространение
Разпространен е в Еквадор (Галапагоски острови).